# 秋田県立大館桂高等学校
秋田県立大館桂高等学校（あきたけんりつ おおだてかつらこうとうがっこう）は、秋田県大館市餅田二丁目にあった県立高等学校。女子校であった。
2016年（平成28年）に大館市内にある大館高校、大館工業高校と統合されて大館桂桜高校が開校し、秋田県内の公立の男女別学高校は全て姿を消した。

## 設置学科
- 全日制課程　
  - 普通科
  - 衛生看護科 - 2004年3月をもって廃止。卒業生はのべ1300人ほど[2]。

## 沿革
- 1913年（大正2年）
  - 4月11日 - 大館町立実科高等女学校として大館女子小学校（現・大館市立城南小学校）内に設置（修業年限2年、希望により1年延長可）。1学年1学級。
  - 4月25日 - 第1回入学式。校章制定。
  - 5月7日 - 始業式（この日を創立記念日と定める）。
  - 9月6日 - 開校式。
- 1915年（大正4年）3月26日 - 第1回卒業式。
- 1916年（大正5年） - 服装制定（和装：筒袖、紫色袴・内裾に白線1本）。
- 1918年（大正7年）7月3日 - 大館町立大館実科高等女学校に改称。
- 1919年（大正8年）4月1日 - 修業年限を3年に改める。桜町の新校舎に移転。
- 1920年（大正9年）9月15日 - 交友会（卒業生と在校生合同の組織）発足。
- 1922年（大正11年）
  - 3月23日 - 秋田県に移管し、秋田県大館高等女学校となる。修業年限4年。
  - 12月25日 - 交友会誌「かつら」創刊号発行。
- 1923年（大正12年）
  - 2月16日 - 秋田県立大館高等女学校に改称。
  - 5月7日 - 交友会を改組し、同窓会の発会式。
- 1924年（大正13年）4月 - 1学年2学級。1年課程の研究科を併設。
- 1929年（昭和4年）4月 - 制服を和装から洋装に改定（紺のスカート、セーラー服、黒長靴下、黒靴）。
- 1933年（昭和8年）
  - 9月7日 - 校訓「誠実・勤勉・温容」を定める。
  - 9月30日 - 校歌制定。作詞・鎌田基吉（大館高女職員）、作曲・小松平五郎（秋田県由利郡出身の作曲家）。
- 1940年（昭和15年）4月1日 - 1学年3学級。
- 1943年（昭和18年）10月26日 - 秋田県立高等女学校学則（県内各校の学則を統合）公布。
- 1945年（昭和20年）
  - 1月27日 - 学徒動員により群馬県中島飛行機館林工場で就業（4年生130余名）。
  - 3月31日 - 館林高等女学校（現・群馬県立館林女子高等学校）にて卒業式（小坂、本荘両高女と合同）。
- 1948年（昭和23年）
  - 4月1日 - 学制改革により改組し、秋田県立大館桂高等学校となる。1学年4学級。
  - 5月7日 - 高等学校昇格開校式挙行。
- 1965年（昭和40年）4月 - 衛生看護科を設置[2]。
- 2004年（平成16年）3月 - 衛生看護科閉科[2]。
- 2016年（平成28年）3月 - 閉校[3]。

## 部活動
- 運動部
  - バスケット、バレーボール、バドミントン、ソフトボール、ソフトテニス、スキー、水泳、卓球、弓道、陸上競技
- 文化部
  - 演劇、吹奏楽、美術、文芸、英語、茶華道、書道、食物、JRC、写真
- 同好会
  - パソコン

スキー競技の強豪校である。

## 著名な出身者
- 高橋千鶴子（衆議院議員）
- 千葉吟子（旧性：虻川）（1960年ローマオリンピック体操女子代表・1964年東京オリンピック体操女子団体銅メダリスト・日本体育大学名誉教授）